# Kilb
Kilb è un comune austriaco di 2 572 abitanti nel distretto di Melk, in Bassa Austria; ha lo status di comune mercato (Marktgemeinde).